# Cyclophora naevata
Cyclophora naevata är en fjärilsart som beskrevs av Max Joseph Bastelberger 1900. Cyclophora naevata ingår i släktet Cyclophora och familjen mätare. Inga underarter finns listade i Catalogue of Life.